# Distrito electoral de North Rushville (condado de Sheridan, Nebraska)
North Rushville (en inglés: North Rushville Precinct) es un distrito electoral ubicado en el condado de Sheridan en el estado estadounidense de Nebraska. En el Censo de 2010 tenía una población de 445 habitantes y una densidad poblacional de 0,61 personas por km².

## Geografía
North Rushville se encuentra ubicado en las coordenadas 42°51′48″N 102°29′35″O / 42.86333, -102.49306. Según la Oficina del Censo de los Estados Unidos, North Rushville tiene una superficie total de 728.26 km², de la cual 728.01 km² corresponden a tierra firme y (0.03%) 0.24 km² es agua.

## Demografía
Según el censo de 2010, había 445 personas residiendo en North Rushville. La densidad de población era de 0,61 hab./km². De los 445 habitantes, North Rushville estaba compuesto por el 87.19% blancos, el 0.22% eran afroamericanos, el 6.52% eran amerindios, el 0.45% eran asiáticos, el 0% eran isleños del Pacífico, el 0.22% eran de otras razas y el 5.39% pertenecían a dos o más razas. Del total de la población el 1.57% eran hispanos o latinos de cualquier raza.